# Canal Plus-fallet
Canal Plus-fallet, även kallat länkåtalet och länkningsmålet, var ett unikt och uppmärksammat svenskt rättsfall om brott mot upphovsrättslagen där en man fälldes för att ha länkat till två webbsända ishockeymatcher på Canal Plus hemsida.

## Bakgrund
I ett Internetforum på sin egen sajt, som var tillägnad favoritlaget, hade mannen 2007 med hypertextlänkning länkat till två via Internet direktsända ishockeymatcher, Djurgården-Södertälje och Södertälje-Modo, på Canal Plus hemsida så att även obehöriga kunnat se matcherna. Matcherna kostade 89 kronor styck, men var åtkomliga med endast länk och ett gratisprogram för webb-tv.
Efter att mannen ombetts ta bort länkarna och inte länka till fler matcher, men vägrat, lämnade företaget in en polisanmälan. Åklagaren tog upp anmälan samma dag som dom föll i Pirate Bay-målet i tingsrätten.
Canal Plus-fallet skiljde sig från Mp3-målet, ett mål som 1999-2000 också handlade om länkning, då det förstnämnda handlade om strömmade webbsändningar av idrottsutövning och det sistnämnda handlade om nedladdningsbara filer, exemplar av verk. I Canal Plus-fallet hade den åtalade heller inte laddat ner eller delat ut någonting.

## Tingsrätten
Åklagarens resonemang i Hudiksvalls tingsrätt byggde på att själva TV-sändningen (filmningen, klippningen, repriserna och de löpande kommentarerna) var att betrakta som ett verk och att länkningen var ett tillgängliggörande i upphovsrättslagens mening.
Tingsrätten menade att det inte spelade någon roll att materialet som kunde ses inte var skyddat med till exempel krav på inloggning utan att det handlade om själva tillgängliggörandet, länkningen.
Skillnaderna mot Mp3-målet gjorde att experternas bedömningar om fallet gick isär eftersom diskussionerna utgick från olika uppfattningar om begreppet verkshöjd. Civilrättsprofessor Jan Rosén, vars rättsutlåtande var centralt för tingsrätten, utgick från att 32-åringen skulle fällas medan immaterialrättsprofessor Marianne Levin inte trodde att mannen kunde fällas. Hon menade att även om TV-bolaget hade signalrätt till sändningen så omfattades inte idrottsevenemanget av upphovsrätt: "Upphovsrätten gäller broadcasting, tv och radio. Det här är en annan form av sändning [och] det finns ett hål i lagen."
När åtalet justerades till att även omfatta producenträtten blev verkshöjdsfrågan mindre viktig eftersom den inte var villkorad av verkshöjd.
Mannen dömdes i november 2010 att betala 70 dagsböter och 11.780 kronor i skadestånd till Canal Plus.

### Efterföljande kommentarer
Åklagaren kommenterade i Dagens Nyheter att han var nöjd med domen, att rätten har accepterat hans resonemang men även att själva "matcherna kan ingen få skydd för och inte heller sändning från en kamera som ensamt sänder vidare en match utan bearbetning eller kommentarer."
Juristen Mats Fogeman, som inte ansåg att produktionerna nådde verkshöjd men istället borde skyddas av signalrätten och som till rättegången hade skrivit ett rättsutlåtande om verkshöjd, ansåg inte att det handlade om ett tillgängliggörande. Han blev förvånad över beslutet och ansåg att upphovsrättslagen borde omprövas eftersom dataöverföringar blir fler och att det blir vanligare att man tittar på TV över Internet. "Lagstiftningen ligger alltid steget efter den tekniska utvecklingen, men just nu behövs en översyn av vad som ska skyddas och inte. Signalrätten kom till som ett skydd för de enorma investeringar broadcastingföretag gjorde förr. I dag är de kostnaderna inte lika stora, men å andra sidan krävs lik förbaskat fortfarande stora resurser om man ska ha någon form av kvalitet." Han menade att om man enligt lagen gör sig skyldig till upphovsrättsbrott efter att ha länkat till andra webbsidor utan lov så skulle det få långtgående konsekvenser för Internet.
Canal Plus menade att målet var principiellt viktigt för deras affärsidé om betal-tv på nätet, att de betalar stora belopp för sändningarna och att det skadade affärsidén om det gick att se gratis."

## Högsta domstolen
Målet nådde Högsta domstolen som vände sig till EU-domstolen för att fråga om svensk lag kunde ha ett mer omfattande skydd för TV-bolagens signaler än vad som framgick av gällande EU-direktiv på området, vilket EU-domstolen i mars 2015 gav klartecken till.